# Тамбовская областная картинная галерея
Тамбовская областная картинная галерея — крупнейший художественный музей Тамбова и Тамбовской области. Расположена на Советской улице, в Парке культуры и отдыха.

## Здание
В 1890 году городской управой был выделен обер-камергеру императорского двора Э. Д. Нарышкину по его ходатайству участок земли под строительство здания для Общества народных чтений. Заложенное 14 мая 1891 года здание, было построено в 1892 году по проекту А. С. Четверикова. Добротное, построенное из красного кирпича, здание нельзя отнести определённому стилю. Главное достоинство заключается в том, что здание может служить образцом высокого мастерства кирпичной кладки. Здание было построено за полтора года с использованием самых современных (к тому времени) строительных материалов. Оно было снабжено водопроводом, канализацией и электричеством. С его вводом город приобрёл прекрасное книгохранилище и огромный зал для собрания общественности на 600 человек. Рядом, с восточной стороны, был построен флигель (на основе старой гауптвахты) с квартирами смотрителя и библиотекаря, с 1894 года  он использовался как книжный склад. 1 июля 1894 года была открыта читальня, которая получила название, утверждённое императором, Нарышкинской. В здании было оборудовано книгохранилище или Особая библиотека. В 1896 году открылась Выдачная библиотека, разместился историко-этнографический музей. С историей здания связаны имена многих общественных деятелей, представителей русской культуры : художника В. Д. Поленова, Литературоведа И. П. Хрущёва и других.

## История галереи
В 1918 году на основе художественного отдела Нарышкинской читальни и национализированных произведений из частных собраний Араповых, Баратынских, Болдыревых, Нарышкиных, Строгановых в Тамбове был образован губернский художественный музей, который был закрыт в 1929 году, а его фонды вошли в состав краеведческого музея. С 1932 года на втором этаже работал первый в Тамбове звуковой театр «Комсомолец». В Нарышкинскую читальню в 1923 году было передано Центральное губернское книгохранилище, а через год — Центральная губернская (с 1937 года — областная) библиотека, получившая имя А. С. Пушкина. В 1979 году библиотека переехала в новое, отдельно построенное, здание, а в бывшее здание Нарышкинской читальни в 1983 году была переведена картинная галерея, торжественное открытие которой состоялось в июле того же года.

## Коллекция
Галерея – гордость Тамбова. В экспозиции представлены уникальные шедевры, которые экспонировались на многих представительных выставках в Москве, Санкт-Петербурге, а также за рубежом (Нидерланды, Англия, Финляндия, Азербайджан). Некоторые из них признаны эталонными образцами творческого наследия мастеров (работы В.А. Тропинина, А. Молинари). Славу галереи составляют уникальные работы Яна ван Скореля и Питера Назона.
Отдел русского искусства XVIII века составили живописные полотна, поступившие из дворянской усадьбы Воронцовых. Именно поэтому в зале преобладают многочисленные фамильные портреты, выполненные знаменитыми и безызвестными мастерами XVIII-XIX вв  (Ф. С. Рокотов, Д. Г. Левицкий, В. Л. Боровиковский и др.).
Во многом коллекция галереи состоит из собраний графа Павла Сергеевича Строганова (1823-1911) и известного ученого Бориса Николаевича Чичерина (1828-1904). Характер и структура коллекции в полной мере отразили как индивидуальные вкусы бывших владельцев, так и некоторые особенности художественного коллекционирования в России. Значительные разделы коллекции посвящены итальянскому искусству XVI – XIX вв, а также нидерландскому, фламандскому и голландскому искусству XVI –XVII вв. Среди русских художников преобладают полотна пейзажистов XIX столетия, преимущественно академической школы: С.Ф. Щедрина, И.К. Айвазовского, Л.Ф. Лагорио, А.П. Боголюбова и отдельные пейзажи живописцев II половины XIX века – М.К. Клодта, Л.Л. Каменева, Ф.А. Васильева. Эти произведения во многом до сих пор определяют своеобразие коллекции.
Кроме этого из Государственного музейного фонда были переданы картины  И.И. Шишкина, В.Д. Поленова, К.А. Трутовского; произведения нескольких мастеров конца XIX начала XX вв. – К.А. Сомова, С.Ю. Жуковского и других.
Большая и кропотливая работа по формированию отдела, прежде всего за счет поступлений из частных коллекций, развернулась с первых лет существования галереи. Так, уже в 60-е годы были сделаны серьезные приобретения – полотна передвижников А.К. Саврасова, А.А. Киселева, академистов А.Н. Новоскольцева, Н.Е. Сверчкова.
Особенно активизировалась собирательская деятельность галереи с конца 1970-х гг. Галерея стремилась по возможности заполнить те пробелы, которые существовали в ее коллекции. Был приобретен ряд столь недостающих в ее экспозиции жанровых полотен Ф.С. Журавлева, С.И. Грибкова, Н.П. Загорского, Н.П. Богданова-Бельского. Фактически заново скомплектован хотя и небольшой, но обладающий интересными работами раздел рубежа XIX – XX вв. Одной из главных задач было приобретение произведений художников, связанных с нашим краем. Это картины уроженцев Тамбовщины А.П. Рябушкина, А.В. Куприна, работавшей здесь Н.Я. Симонович-Ефимовой.

## Выставки
В залах второго этажа проходят временные выставки, которые регулярно сменяют друг друга.

## Мероприятия
По воскресеньям в 13.00 в Тамбовской областной картинной галерее проходят детские мероприятия (мастер-классы, квесты...). Анонсы мероприятий можно найти на сайте галереи и в группах галереи в социальных сетях.
По субботам в 15.00 в Тамбовской областной картинной галерее проходят творческие мероприятия (14+)  арт-студии "Красный конь".
На сайте картинной галереи можно купить билет на постоянную экспозицию, выставку или мероприятие по Пушкинской карте.